# Jakob Marx (Kirchenhistoriker, 1803)
Jakob Marx (auch Jakob Marx der Ältere; * 8. September 1803 in Landscheid; † 13. Februar 1876 in Trier) war ein deutscher römisch-katholischer Theologe und Geistlicher.

## Leben
Marx besuchte zunächst bis 1819 die Volksschule seines Heimatortes. Anschließend wechselte er auf das Gymnasium in Trier, das er 1825 abschloss. Ebenfalls in Trier absolvierte er das Studium der Theologie, bevor er am 19. September 1829 zum Priester geweiht wurde. Danach war er Kaplan in Wittlich unter dem späteren Bischof Wilhelm Arnoldi. Marx’ erste Publikation, Die Ursachen der schnellen Verbreitung der Reformation von 1834, überzeugte den Trierer Bischof Joseph von Hommer, ihn zum weiteren Studium der Kirchengeschichte und des Kirchenrechts an die Universität Wien zu senden. Nach seiner Rückkehr wurde er Professor des Kirchenrechts und der Kirchengeschichte am Bischöflichen Priesterseminar Trier. Dieses Amt hatte er bis 1870 inne.
Marx hatte vor an der Universität Bonn in Theologie zu promovieren, jedoch ließ sein Professorenamt das vorausgesetzte dreijährige Studium an der Bonner Universität nicht zu. 1863 wurde ihm allerdings von der Universität Breslau die Ehrendoktorwürde (Dr. theol. h.c.) verliehen. 1862 war er Mitglied des Preußischen Abgeordnetenhauses für den Stadt- und Landkreis Trier, daneben Initiator des 1865 stattfindenden Katholikentages in Trier sowie Gründungsmitglied und langjähriger Präsident des 1864 gegründeten Katholischen Bürgervereins Trier. In den Jahren 1868 bis 1871 bekleidete er das Amt des Vizepräsidenten der Gesellschaft für nützliche Forschungen zu Trier.
Marx wurde am 13. November 1869 als Domkapitular, zwei Tage darauf als Offizial des Bistums Trier eingesetzt. Er hatte als Sekretär des Trierer Domkapitels das Domarchiv sowie die Dombibliothek zu verwalten.

## Werke
- Der Bilderstreit der byzantinischen Kaiser. Lintz, Trier 1839 (Digitalisat).
- Geschichte des heil. Rockes in der Domkirche zu Trier. Lintz, Trier 1844 (Digitalisat).
- Die Ausstellung des h. Rockes in der Domkirche zu Trier im Herbste des Jahres 1844. Lintz, Trier 1845 (Digitalisat).
- Caspar Olevian oder Der Calvinismus in Trier im Jahre 1559: ein Beitrag zur Geschichte der Reformation in Deutschland. Schott, Mainz 1846 (Digitalisat).
- Geschichte des Erzstiftes Trier, d. i. der Stadt Trier und des trierischen Landes als Churfürstentum und als Erzdioecese von den ältesten Zeiten bis zum Jahre 1816. Band 1. Lintz, Trier 1858 (Digitalisat).
- Geschichte des Erzstiftes Trier, d. i. der Stadt Trier und des trierischen Landes als Churfürstentum und als Erzdioecese von den ältesten Zeiten bis zum Jahre 1816. Band 2. Lintz, Trier 1859 (Digitalisat Digitalisat).
- Geschichte des Erzstiftes Trier, d. i. der Stadt Trier und des trierischen Landes als Churfürstentum und als Erzdioecese von den ältesten Zeiten bis zum Jahre 1816. Band 3. Lintz, Trier 1860 (Digitalisat).
- Geschichte des Erzstiftes Trier, d. i. der Stadt Trier und des trierischen Landes als Churfürstentum und als Erzdioecese von den ältesten Zeiten bis zum Jahre 1816. Band 4. Lintz, Trier 1862 (Digitalisat).
- Geschichte des Erzstiftes Trier, d. i. der Stadt Trier und des trierischen Landes als Churfürstentum und als Erzdioecese von den ältesten Zeiten bis zum Jahre 1816. Band 5. Lintz, Trier 1864 (Digitalisat).
- Denkwürdigkeiten der Dreifaltigkeits- oder Jesuitenkirche des bischöflichen Seminars zu Trier. Lintz, Trier 1860 (Digitalisat).